# Medan döden väntar
Medan döden väntar (polska: Kanał) är en polsk film från 1957 i regi av Andrzej Wajda. Den vann Prix du Jury vid filmfestivalen i Cannes 1957.
Filmen utspelar sig under de sista dagarna av Warszawaupproret. Ett kompani av motståndssoldater från Armia Krajowa kämpar mot nazisternas ockupation via stadens avloppssystem.